# Димитрије Димшић
Димитрије Димшић (XVIII век — XIX век) био је српски сликар и иконописац.

## Дело
Димитрије Димшић био је ученик Арсенија Теодоровића. Димитрије се помиње у Новом Саду 1818. Његова слика Портрет дечака данас се налази у Галерији Матице српске. Насликао је иконе у цркви Светог архангела Гаврила у Гргуревцима.
Његов син Никола, био је познати новосадски сликар и позлатар.